# Жалгисканський сільський округ
Жалгиска́нський сільський округ (каз. Жалқысхан ауылдық округі, рос. Жалгысканский сельский округ) — адміністративна одиниця у складі Карасуського району Костанайської області Казахстану. Адміністративний центр та єдиний населений пункт — село Жалгискан.
Населення — 548 осіб (2021; 780 у 2009, 1125 у 1999, 1745 у 1989).
Станом на 1989 рік існувала Убаганська сільська рада (селища Жалгизкан, Кулан), з 1993 року — Убаганський сільський округ, станом на 2009 рік Жалгизканський сільський округ.

## Склад
До складу округу входять такі населені пункти:
| Населений пункт | Старі назви | Населення, осіб (1989) | Населення, осіб (1999) | Населення, осіб (2009) | Населення, осіб (2021) |
| --------------- | ----------- | ---------------------- | ---------------------- | ---------------------- | ---------------------- |
| Жалгискан, село | -           | 1689                   | 1117                   | 780                    | 548                    |
| Кулан, село     | -           | 56                     | 8                      | -                      | -                      |